# Le Petit Spirou
Le Petit Spirou és una sèrie de còmic franco-belga de  Philippe Tome i Janry (Jean-Richard Geurts) creada el 1987 basada en el personatge Spirou original de l'autor Rob-Vel (Robert Velter). Le Petit Spirou són les aventures d'un jove i entremaliat Spirou que relata les seves vivències, tant en el col·legi com a la seva casa o amb els seus amics. El format que se segueix és el d'historieta, amb històries curtes encadenades entre si d'una a sis pàgines. Tome va crear els guions i Janry els va dibuixar. És considerat com una obra derivada d'Espirú i Fantàstic.
Le Petit Spirou va sorgir quan Tome i Janry, dedicats a dibuixar les aventures de Espirú i Fantàstic des de 1980 decideixen crear una infància per Spirou, la qual van incloure en l'àlbum La infantesa d'Espirú  En partir d'aquesta idea, decideixen desenvolupar-la creant una sèrie independent amb personatges nous, amb un jove Espirú, una mica més impertinent que el seu àlter ego adult amb el seu caire de persona sense defectes ni vicis. «Els nens francesos i belgues van ser bons des de Tintín (1929) i no es van fer terribles fins a finals del segle amb El petit Spirou i Titeuf».
Les principals personatges són: Petit Spirou, Teleles, Blancaflor, Bola de sèu, El senyor Burilla i l'abat Langelus.
Premis
- Millor Àlbum d'Humor i Millor Àlbum Juvenil (Festival del Còmic d'Angulema), 1992.
- Nominat Millor àlbum juvenil (Festival del Còmic d'Angulema) 1998.

Traduccions en català
- Tome i Janry. Dolors Berenguer (trad). Vine a fer un petó a la Tieta. 1992 (trad).  Barcelona 2: Edicions B, 1990 (col·lecció L'Spirou Petit).
- Tome i Janry. Dolors Berenguer (trad). T'ajudo amb el meu dit. 1992 (trad).  Barcelona 2: Edicions B, 1991 (col·lecció L'Spirou Petit).